# Championnats du monde de luge 2008
Navigation
Édition précédente Édition suivante
Les Championnats du monde de luge 2008 se sont déroulés du 24 au 27 janvier 2008 à Oberhof (Allemagne) sous l'égide de la Fédération internationale de luge de course (FIL). Il y a quatre titres à attribuer, un pour les hommes, un pour les femmes, un pour le double hommes et enfin un pour le relais mixte par équipes. Il s'agit d'une compétition annuelle (hors année olympique). C'est la troisième fois que Oberhof accueille cet évènement après les éditions de 1973 et 1985.
Le calendrier des épreuves est le suivant :
- 25 janvier 2008 : femmes.
- 26 janvier 2008 : hommes.
- 27 janvier 2008 : double homme / relais mixte par équipes.

## Tableau des médailles
Seules trois nations ont remporté des médailles où neuf des douze médailles furent acquises par la seule équipe d'Allemagne.
| Rang | Nation    | Or | Argent | Bronze | Total |
| ---- | --------- | -- | ------ | ------ | ----- |
| 1    | Allemagne | 4  | 3      | 2      | 9     |
| 2    | Autriche  | 0  | 1      | 1      | 2     |
| 3    | Lettonie  | 0  | 0      | 1      | 1     |

## Podiums
| Épreuves                                    | Or                                                                          | Argent                                                                 | Bronze                                                    |
| ------------------------------------------- | --------------------------------------------------------------------------- | ---------------------------------------------------------------------- | --------------------------------------------------------- |
| Hommes résultats détaillés                  | Felix Loch                                                                  | David Möller                                                           | Andi Langenhan                                            |
| Double-hommes résultats détaillés           | Allemagne André Florschütz Torsten Wustlich                                 | Allemagne Tobias Wendl Tobias Arlt                                     | Autriche Markus Schiegl Tobias Schiegl                    |
| Femmes résultats détaillés                  | Tatjana Hüfner                                                              | Natalie Geisenberger                                                   | Silke Kraushaar-Pielach                                   |
| Relais mixte par équipe résultats détaillés | Allemagne André Florschütz Torsten Wustlich Natalie Geisenberger Felix Loch | Autriche Tobias Schiegl Markus Schiegl Nina Reithmayer Martin Abentung | Lettonie Andris Sics Juris Sics Maija Tiruma Guntis Rekis |

## Résultats détaillés

### Hommes
| Rang | Lugeurs            | Temps          |
| ---- | ------------------ | -------------- |
| 1    | Felix Loch         | 1 min 30 s 643 |
| 2    | David Möller       | 1 min 30 s 717 |
| 3    | Andi Langenhan     | 1 min 30 s 814 |
| 4    | Jan Eichhorn       | 1 min 31 s 134 |
| 5    | Armin Zöggeler     | 1 min 31 s 185 |
| 6    | Stefan Höhener     | 1 min 31 s 205 |
| 7    | Albert Demtschenko | 1 min 31 s 329 |
| 8    | Daniel Pfister     | 1 min 31 s 430 |

|                     |
| Résultats officiels |

### Double-hommes
| Rang | Lugeurs                                          | Temps          |
| ---- | ------------------------------------------------ | -------------- |
| 1    | Allemagne André Florschütz Torsten Wutlich       | 1 min 26 s 893 |
| 2    | Allemagne Tobias Wendl Tobias Arlt               | 1 min 26 s 985 |
| 3    | Autriche Markus Schiegl Tobias Schiegl           | 1 min 27 s 110 |
| 4    | Italie Gerhard Plankensteiner Oswald Haselrieder | 1 min 27 s 203 |
| 5    | Autriche Peter Penz Georg Fischler               | 1 min 27 s 235 |
| 6    | États-Unis Christian Niccum Dan Joye             | 1 min 27 s 488 |
| 7    | Autriche Andreas Linger Wolfgang Linger          | 1 min 27 s 503 |
| 8    | Russie Mikhaïl Kuzmich Stanislav Mikheev         | 1 min 27 s 542 |

|  | Résultats officiels |

### Femmes
| Rang | Lugeuses                | Temps          |
| ---- | ----------------------- | -------------- |
| 1    | Tatjana Hüfner          | 1 min 26 s 007 |
| 2    | Natalie Geisenberger    | 1 min 26 s 047 |
| 3    | Silke Kraushaar-Pielach | 1 min 26 s 149 |
| 4    | Natalia Yakushenko      | 1 min 26 s 296 |
| 5    | Anke Wischnewski        | 1 min 26 s 654 |
| 6    | Nina Reithmayer         | 1 min 26 s 839 |
| 7    | Martina Kocher          | 1 min 26 s 948 |
| 8    | Erin Hamlin             | 1 min 27 s 015 |

|  |                     |
|  | Résultats officiels |

### Relais mixte par équipe
| Rang | Lugeurs                                                                        | Temps |
| ---- | ------------------------------------------------------------------------------ | ----- |
| 1    | Allemagne André Florschütz Torsten Wustlich Tatjana Hüfner Felix Loch          |       |
| 2    | Autriche Tobias Schiegl Markus Schiegl Nina Reithmayer Martin Abentung         |       |
| 3    | Lettonie Andris Sics Juris Sics Maija Tiruma Guntis Rekis                      |       |
| 4    | Russie Mikhaïl Kuzmich Stanislav Mikeev Alexandra Rodionova Albert Demtschenko |       |
| 5    | États-Unis Christian Niccum Dan Joye Erin Hamlin Tony Benshoof                 |       |
| 6    | Italie Christian Oberstolz Patrick Gruber Sandra Gasparini Armin Zöggeler      |       |
| 7    | Canada Chris Moffat Mike Moffat Meaghan Simister Jaff Christie                 |       |
| 8    | Slovaquie Jan Harnis Branislav Regec Veronika Sabolova Jozef Ninis             |       |

|  | Résultats officiels |